# Abdelmalek Boudiaf
Pour les articles homonymes, voir Boudiaf (homonymie).
Abdelmalek Boudiaf (en arabe : عبد المالك بوﻀﻴﺎف, en berbère : ⵄⵠⴷ  ⴰⵍⵎⴰⵍⴽ  ⵠⵓⴹⵉⴰⴼ; ɛabdlmalek amvodiaf), est né le 24 mai 1955 à N'Gaous dans l'actuelle wilaya de Batna. Homme politique algérien, il est notamment ministre de la Santé et de la Réforme hospitalière du 11 septembre 2013 au 25 mai 2017.
En 2023, il écope d'une peine de 7 ans de prison ferme pour des faits de corruption.

## Biographie

### Formation
Il est titulaire d'une licence en sciences politique.

### Carrière politique
Après une carrière de chef de la daïra de Bouzguen (Wilaya de Tizi-Ouzou), de Wali délégué de Bir Mourad Rais et de Wali de Ghardaia, de Constantine et d'Oran , il est nommé par le président Abdelaziz Bouteflika, ministre de la Santé, de la population et de la réforme hospitalière le 11 septembre 2013.
Il occupera ce poste jusqu'au 25 mai 2017. Il sera remplacé, dans le premier gouvernement d'Abdelmadjid Tebboune, par Mokhtar Hasbellaoui, professeur en médecine (chirurgie ORL).

### Vie privée
Il n'a aucune relation familiale avec l'ancien président algérien Mohamed Boudiaf.

## Procès

### Polémique du scandale Rehmet Rebbi
Son éviction du gouvernement fait suite, entre autres, au scandale du complément alimentaire Rehmet Rebbi pour lequel il s'est investi en accréditant son promoteur Tewfik Zaibet, un pseudo-médecin, et en prônant sa publicité dans une chaine de télévision privée avant de se rétracter par la suite. Il a été, en quelque sorte, victime de son excès de communication avec les médias audiovisuels où il a prôné notamment que les équipements médicaux disponibles dans les hôpitaux algériens n'existent nulle part ailleurs sauf dans quelques rares hôpitaux étrangers notamment européens et américains,.

### Affaire du général-major Abdelghani Hamel
Accusé de « trafic d’influence », « détournement de foncier », « abus de fonction » et « enrichissement illicite » dans le cadre de l’affaire du général-major, Abdelghani Hamel, il comparait le 14 aout 2019, devant le juge d’instruction auprès de la Cour suprême. Il a été placé sous contrôle judiciaire. Le 1er avril 2020, il est condamné à trois ans de prison et à une forte amende.

### Affaires comme wali de Constantine
Il est interrogé le 24 octobre 2020 par les enquêteurs de la Brigade économique et financière sur plusieurs dossiers  remontant  à  son  passage  en  tant  que  chef  de l’exécutif de la wilaya de Constantine entre 2005 et 2010 . Un interrogatoire qui intervient quelques jours seulement après l’audition, par le même service de sécurité, de son successeur à la tête de la wilaya de Constantine, l’ex-Premier ministre Noureddine Bedoui.
En juin 2023, il est condamné à cinq ans de prison, peine liée principalement à des conditions de passation de marchés pour la réalisation de l'aérogare de Constantine, peine ramenée en appel à quatre ans en novembre 2023.

### Affaires comme ministre de la Santé
Placé en détention préventive depuis août 2022, il est poursuivi pour, entre autres, des chefs d'inculpation liés à l'enrichissement illicite avec trafic d'influence, dilapidation des deniers publics, octroi d'avantages non-justifiés lors de la conclusion de contrats et de marchés, et blanchiment d'argent avec recel dans le cadre d'un groupe criminel.
Il est condamné le 04 avril 2023 à une peine de sept ans de prison ferme, assortie d'une amende de 4 millions de dinars.
Son fils est également condamné à 4 ans de prison ferme, tandis que sa fille a écope de 18 mois de prison avec sursis. Son épouse est, quant à elle, acquittée.

## Itinéraire
| N° | Fonction                                                                                                  | Début             | Fin               |
| -- | --- | ----------------- | ----------------- |
| 01 | Chef de Daïra de Bouzguène (wilaya de Tizi-Ouzou)                                                         |                   |                   |
| 02 | Wali délégué de la wilaya déléguée de Bir Mourad Raïs                                                     | 2 août 1997       | 13 août 2000      |
| 03 | |                   |                   |
| 04 | Wali de Ghardaïa                                                                                          | 4 août 2001       | 11 août 2005      |
| 05 | Wali de Constantine                                                                                       | 11 août 2005      | 30 septembre 2010 |
| 06 | Wali d'Oran                                                                                               | 30 septembre 2010 | 11 septembre 2013 |
| 07 | Ministre de la Santé, de la Population et de la Réforme Hospitalière (Gouvernement Abdelmalek Sellal II)  | 11 septembre 2013 | 13 mars 2014      |
| 08 | Ministre de la Santé, de la Population et de la Réforme Hospitalière (Gouvernement Abdelmalek Sellal III) | 29 avril 2014     | 14 mai 2015       |
| 09 | Ministre de la Santé, de la Population et de la Réforme Hospitalière (Gouvernement Abdelmalek Sellal IV)  | 14 mai 2015       | 25 mai 2017       |